# La cicala e la formica

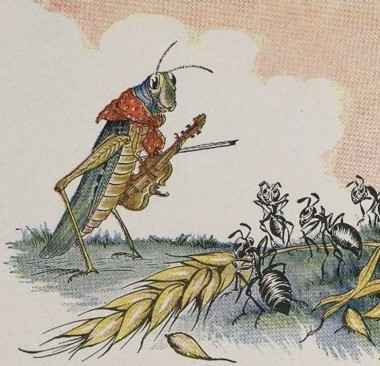
La cicala e la formica

La cicala e la formica è una favola di Esopo, adattata anche da Jean de La Fontaine e rimaneggiata da diversi autori con risvolti morali diversi, tra questi: Michel Piquemal, Gianni Rodari, Trilussa.

## Trama
Durante l'estate la formica lavorava duramente, mettendosi da parte le provviste per l'inverno. Invece la cicala tutto il giorno non faceva altro che cantare. Arrivò l'inverno e la formica aveva di che nutrirsi, dato che durante l'estate aveva accumulato molto cibo. La cicala cominciò a sentire i morsi della fame, perciò andò dalla formica a chiederle se potesse darle qualcosa da mangiare. La formica le chiese: «Io ho lavorato duramente per accumulare tutto ciò; tu invece, che cosa hai fatto durante l'estate?» «Ho cantato» rispose la cicala. La formica allora esclamò: «E allora adesso balla!»

## Nella cultura di massa
La cicala e la formica ha avuto numerosi adattamenti in musica, pittura e cinematografia. Poiché nel mondo anglosassone la favola viene tradotta come La cavalletta e la formica o La cavalletta e le formiche, gli adattamenti spesso cambiano i protagonisti in questo modo.

### Nella cinematografia
- La cicala e la formica – cortometraggio del 1908 di Mario Caserini
- La Cigale et la Fourmi – cortometraggio del 1909 di Louis Feuillade,
- Strekoza i muravej – cortometraggio del 1913 di Władysław Starewicz
- La cicala e la formica – film del 1919 di Renato Molinari
- La cicala e la formica – cortometraggio del 1934 di Wilfred Jackson